# Pachycondyla crassinoda
Pachycondyla crassinoda är en myrart som först beskrevs av Pierre André Latreille 1802.  Pachycondyla crassinoda ingår i släktet Pachycondyla och familjen myror. Inga underarter finns listade i Catalogue of Life.